# Psathyrella effibulata
Psathyrella effibulata är en svampart som tillhör divisionen basidiesvampar, och som beskrevs av L. Örstadius och Erhard Ludwig. Psathyrella effibulata ingår i släktet Psathyrella, och familjen Psathyrellaceae. Arten är reproducerande i Sverige.